# Wekiwa Springs
Wekiwa Springs es un lugar designado por el censo ubicado en Seminole en el estado estadounidense de Florida. En el Censo de 2010 tenía una población de 21.998 habitantes y una densidad poblacional de 928,65 personas por km².

## Geografía
Wekiwa Springs se encuentra ubicado en las coordenadas 28°41′54″N 81°25′23″O / 28.69833, -81.42306. Según la Oficina del Censo de los Estados Unidos, Wekiwa Springs tiene una superficie total de 23.69 km², de la cual 22.24 km² corresponden a tierra firme y (6.11%) 1.45 km² es agua.

## Demografía
Según el censo de 2010, había 21.998 personas residiendo en Wekiwa Springs. La densidad de población era de 928,65 hab./km². De los 21.998 habitantes, Wekiwa Springs estaba compuesto por el 90.87% blancos, el 2.72% eran afroamericanos, el 0.14% eran amerindios, el 2.86% eran asiáticos, el 0.04% eran isleños del Pacífico, el 1.3% eran de otras razas y el 2.06% pertenecían a dos o más razas. Del total de la población el 9.66% eran hispanos o latinos de cualquier raza.